# Wilhelm Roux
Wilhelm Roux (Jena, 9 de juny de 1850 – Halle, 15 de setembre de 1924) fou un zoòleg alemany, considerat un dels fundadors de l'embriologia experimental.
Fou deixeble d'Ernst Haeckel a Jena i va estudiar també a Berlín i Estrasburg. El 1879 esdevé assistent a l'Institut d'Higiene de Leipzig i, el 1886, és professor de l'Institut d'Embriologia i de Mecànica del Desenvolupament a la Universitat de Breslau. Va dirigir aquesta darrera institució deu anys més tard.
El 1889 es va traslladar a Innsbruck per ensenyar-hi anatomia i, més endavant, de 1895 a 1921, fa de professor d'aquesta especialitat a Halle.

## Significació
La recerca de Roux es va basar en la noció de l'Entwicklungsmechanik, o mecànica del desenvolupament: va investigar el mecanisme de les adaptacions funcionals dels ossos, cartílags i tendons a les malformacions i malalties. La seva metodologia consistia a interferir en el desenvolupament dels embrions i observar-ne el resultat. Roux va fer les seves investigacions sobretot amb ous de granota, per tal d'observar les estructures primerenques en el desenvolupament dels amfibis. Volia mostrar els processos evolutius darwinians al nivell cel·lular.
El 1884, va fundar la revista Archiv für Entwicklungsmechanik ('Arxiu de la Mecànica del Desenvolupament'), on es continua recollint tot el material que es va publicant sobre mecànica del desenvolupament embrionari.
El 1885 va extreure una porció de la medul·la d'un embrió de pollastre i la va mantenir diversos dies en cultiu en una solució salina tèbia, establint el principi del Cultiu cel·lular.

## Obres
- Der Kampf der Teile im Organismus ('La lluita de les partícules dins l'organisme', 1881)
- Über die Entwicklungsmechanik der Organismen ('Sobre la mecànica del desenvolupament dels organismes', 1890)
- Geschichtliche Abhandlung über Entwicklungsmechanik ('Memòria històrica de la mecànica del desenvolupament', 2 volums, 1895)
- Die Entwicklungsmechanik ('La mecànica del desenvolupament', 1905)
- Terminologie der Entwicklungsmechanik ('Terminologia de la mecànica del desenvolupament', 1912).